# Dysstroma rutlandia
Dysstroma rutlandia är en fjärilsart som beskrevs av Mcdunnough 1943. Dysstroma rutlandia ingår i släktet Dysstroma och familjen mätare. Inga underarter finns listade i Catalogue of Life.